# Varga Ibolya
Varga Ibolya (Bánffyhunyad, 1960. december 29. –) erdélyi magyar informatikus, egyetemi oktató, Varga Csaba felesége.

## Életpályája
Iskoláit szülővárosában végezte. 1983-ban informatika szakot végzett a kolozsvári Babeș–Bolyai Tudományegyetemen. Rendszerelemző-programozó 1983–1991 között Besztercén, 1991–1993 között Kolozsváron, majd 1993-tól a Babeş–Bolyai Tudományegyetem matematika és informatika karán tanít, tanársegéd (1993), adjunktus (1997), egyetemi docens (2007). 2000-ben doktorált a kolozsvári egyetemen Optimal Strategies for Query Processing in Distributed Databases című dolgozatával.

## Munkássága
Szakterületei: lekérdezések optimalizálása adatbázisokban, objektumelvű adatbázisok, osztott adatbázisok, féligstrukturált adatok.

### Könyvei
- Varga Ibolya: Adatbázis-kezelő rendszerek elméleti alapjai, Scientia Kiadó, Kolozsvár, 2004, ISBN 978-973-7953-32-2.
- V. Varga: Interogarea bazelor de date distribuite, Casa Cartii de Stiinta, Cluj-Napoca, 2006, p. 197, ISBN 973-686-842-7.
- V. Varga: Adatbázisrendszerek (A relációs modelltől az XML adatokig), Kolozsvári Egyetemi Kiadó, 2005, p. 260. ISBN 973-610-372-2.
- Kása Z. , Robu J., Varga I.: Barátkozzunk a számítógéppel, Stúdium Kiadó, 1996. p.148, ISBN 973-97484-8-1.

### Válogatott cikkei
- F. Muntenescu, C. Sacarea, V. Varga: Conceptual Graph Driven Design for Conceptual Digital Dossiers, Studia Univ. Babeş–Bolyai, Informatica, vol. LV, No. 1, 2010, pp. 83–95.
- C. Sacarea, V. Varga: Conceptual Knowledge Processing for Databases. An overview. Studia Univ. Babeş–Bolyai, Informatica, vol. LIV, No. 2, , 2009, pp. 59–70.
- K. T. Jánosi Rancz, V. Varga: A Method for Mining Functional Dependencies in Relational Database Design using FCA, Studia Univ. Babeş–Bolyai, Informatica, vol. LIII, No. 1, 2008, pp. 17–28.
- K. T. Jánosi Rancz, V. Varga, J. Puskás: A Software Tool for Data Analysis Based on Formal Concept Analysis, Studia Univ. Babeş–Bolyai , Informatica, vol. LIII, No. 2, 2008, pp. 67–78.
- D. Dumitrescu, C. Grosan, V. Varga: Stochastic Optimization of Querying Distributed Databases I. Theory of four Relations Join, Studia Univ. Babeş–Bolyai, Informatica, vol. XLVIII, No. 1, 2003, pp. 79–88.
- D. Dumitrescu, C. Grosan, V. Varga: Stochastic Optimization of Querying Distributed Databases II. Solving Stochastic Optimization, Studia Univ. Babeş–Bolyai, Informatica, vol. XLVIII, No. 2, 2003, pp. 17-24.
- D. Dumitrescu, C. Grosan, V. Varga: Stochastic Optimization of Querying Distributed Databases III. Evolutionary Method versus Constructive Method, Studia Univ. Babeş–Bolyai, Informatica, vol. XLIX, No. 1, 2004, pp. 3–14.
- A. Kristály, Cs. Varga, V. Varga: A nonsmooth principle of symetric criticality and variational-hemivariational inequalities, Journal of Mathematical Analysis and Applications, 325(2007), no. 2, pp. 975–986.
- A. Kristály, Cs. Varga, V. Varga: An eigenvalue problem for hemivariational inequalities with combined nonlinearities on an infinite strip, Nonlinear Analysis, Volume 63, Issue 2, (2005), pp. 260–272.
- T. Márkus, C. Moroşanu, V. Varga: Stochastic Query Optimization in Distributed Databases using Semijoins, Annales Universitatis Scientiarum Budapestinensis de Rolando Eötvös Nominatae Sectio Computatorica 20(2001), pp. 107–131.
- J. Kolumbán, A. Soós, V. Varga: Self-similar random fractal measures using contraction method in probabilistic metric spaces, International Journal of Mathematics and Mathematical Sciences, 2003:52, pp. 3299–3313.